# The Best Rock Ballads... Ever!
The Best Rock Ballads... Ever! – siódma pozycja popularnego cyklu „The Best... Ever!”. Czteropłytowa kompilacja zawiera tym razem zbiór najlepszych ballad rockowych.
Album w Polsce uzyskał status poczwórnej platynowej płyty.

## Lista utworów

### CD 1
1. Extreme – „More Than Words”
2. Marillion – „Kayleigh”
3. Soundgarden – „Black Hole Sun”
4. Mr. Big – „Wild World”
5. Whitesnake – „Is This Love”
6. ZZ Top – „Rough Boy”
7. Richard Marx – „Right Here Waiting”
8. Alannah Myles – „Black Velvet”
9. Cutting Crew – „(I Just) Died In Your Arms”
10. Status Quo – „In the Army Now”
11. Crowded House – „Weather with You”
12. Bryan Ferry – „Avalon”
13. Sinead O’Connor – „Nothing Compares 2 U”
14. Skunk Anansie – „Hedonism (Just Because You Feel Good)”

### CD 2
1. Coldplay – „The Scientist”
2. Nick Cave i Kylie Minogue – „Where the Wild Roses Grow”
3. Simple Minds – „Don’t You (Forget About Me)”
4. Lenny Kravitz – „I Belong to You”
5. Billy Idol – „Sweet Sexteen”
6. Depeche Mode – „In Your Room”
7. The Music – „Turn Out the Lights”
8. Soul Asylum – „Runaway Train”
9. David Bowie – „Heroes”
10. The Cure – „Lullaby”
11. The Waterboys – „When Ye Go Away”
12. Lou Reed – „Perfect Day”
13. Archive – „Again”

### CD 3
1. Santana – „Europa”
2. Meat Loaf – „I’d Do Anything for Love (But I Won’t Do That)”
3. Rainbow – „Street Of Dreams”
4. Saxon – „Broken Heroes” (live)
5. Scorpions – „Still Loving You”
6. Judas Priest – „Before The Dawn”
7. Cinderella – „Dead Man’s Road”
8. Poison – „Every Rose Has It’s Thorn”
9. Europe – „Carrie”
10. Temple of the Dog – „Call Me a Dog”
11. Living Colour – „Nothingness”
12. Faith No More – „Ashes to Ashes”
13. Toto – „Anna”

### CD 4
1. The Animals – „The House of the Rising Sun”
2. Thin Lizzy – „Parisienne Walkways” (Gary Moore with Phill Lynott)
3. Joe Cocker – „With a Little Help from My Friend”
4. Deep Purple – „Child in Time”
5. Free – „Be My Friend”
6. Rush – „Closer to the Heart”
7. Genesis – „Carpet Crawlers”
8. Steppenwolf – „Suicide”
9. Joe Satriani – „I Believe”
10. Jethro Tull – „Skating Away”
11. Héroes del Silencio – „Avalancha”
12. KISS – „Hard Luck Woman”